# Maorineta minor
Maorineta minor är en spindelart som beskrevs av Alfred Frank Millidge 1988. Maorineta minor ingår i släktet Maorineta och familjen täckvävarspindlar. Inga underarter finns listade i Catalogue of Life.